# Gerbera diversifolia
Gerbera diversifolia là một loài thực vật có hoa trong họ Cúc. Loài này được Humbert mô tả khoa học đầu tiên năm 1923.